# Leica M5
La Leica M5 es una cámara de 35 mm de la marca Leica Camera AG, presentada en 1971. Fue la primera cámara Leica telemétrica, que incluye una medición a través del objetivo, y el último modelo en ser hecho en Wetzlar a mano, utilizando el tradicional método de "ajustar y encajar".

## Diseño
La M5 parte de la forma tradicional de las Leica telemétricas, que tuvieron pocos cambios desde la M3 (1954). La altura y el ancho del cuerpo eran más grande (H 84 mm x W 150 mm x D 36 mm), y era más pesada (unos 100 g más que otras cámaras de la serie M). La manivela para rebibinar la película se encuentra en la placa de la base. El mecanismo del temporizador y el selector del campo de visión (que incluye en la M5 la función de comprobar la batería) es del mismo diseño de la Leica M4 (1967). La M5 era el último modelo M en el que se incluía un temporizador mecánico (que duraba entre 5 y 10 segundos). La M5 tiene una palanca de transporte rápida qué carga el obturador y avanza la película y el contador de disparos en un solo movimiento, o en una serie de movimientos más cortos. Un marcador para la posición de la película está grabado en la parte superior del armazón de la cámara. El rediseñado obturador de plano focal de tela que se mueve horizontalmente del M5 está considerado el más silencioso de la serie M. Las cortinas del obturador viajan a una velocidad relativamente lenta, lo que genera que la velocidad de sincronización del flash sea de 1/50 segundos.

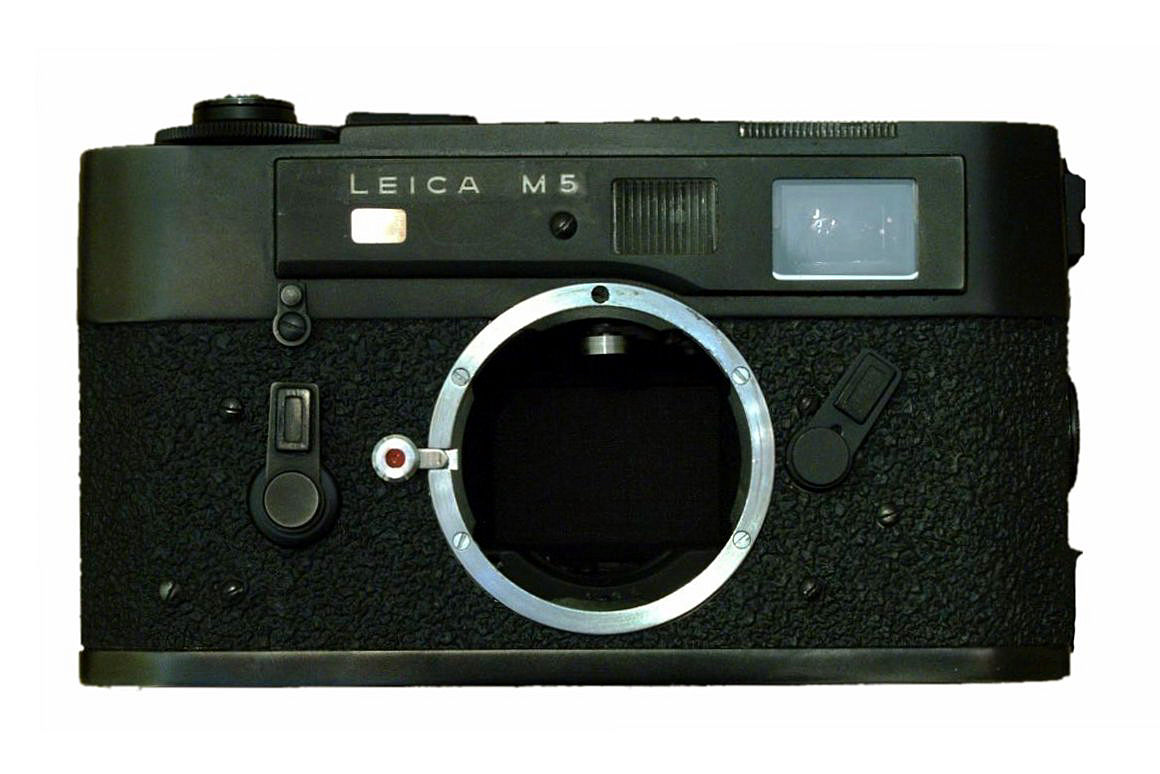
Negro Chrome 2-Lug M5 Griptac Cubierta
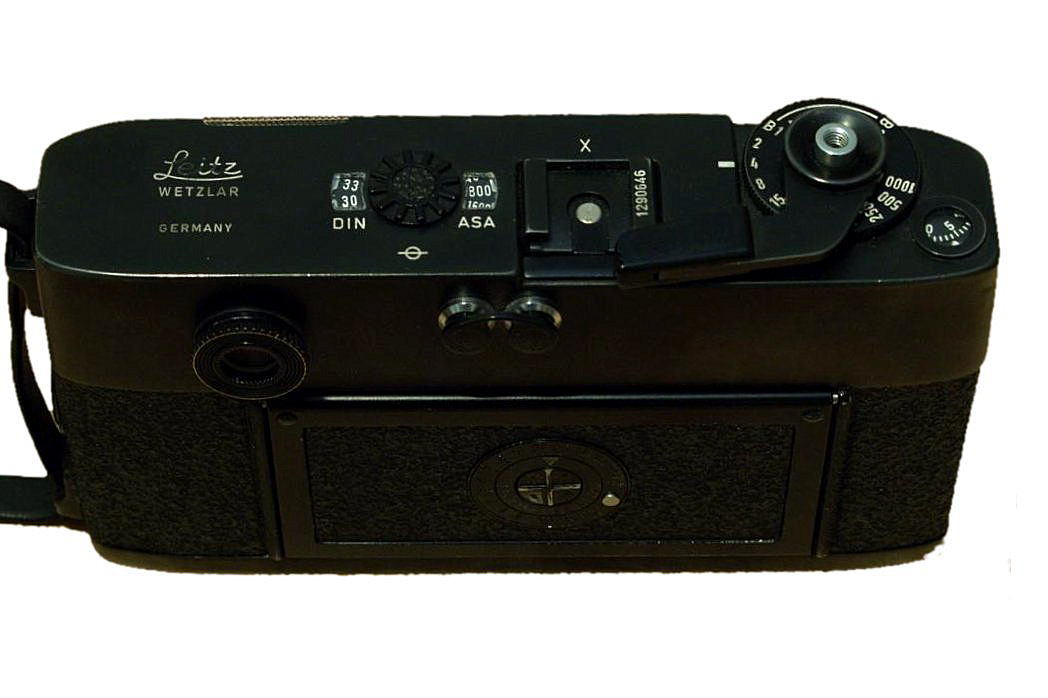
Negro Chrome 2-Lug M5 Vista Trasera con opcional Astigmatic Dioptría

### Visor
El mecanismo del visor óptico de la M5 está basado en el de la M4 (que a su vez está basado en el de la Leica M2(1958). El visor de la M5 tiene una ampliación de 0.72, con una longitud base de 68.5 mm y una longitud base efectiva de 49.32 mm  (79% de exactitud de foco). Este modelo no incluye ningún aumento más. Para muchos el M5 tiene el mejor visor de la serie M (otros prefieren la original de la M3, y el actual MP es quizás incluso mejor). Es plenamente ajustable utilizando tornillos de encuadre, y no está pegado como los últimos modelos de la serie M. El visor del M5 no tiene el tinte azul de los visores de la M2 y M3. La superficie de los objetivos está recubierta, lo que reduce los destellos. Como en otros visores con un aumento de 0.72, la M5 puede sufrir "borrones" (dónde la parte enfocada desaparece en algunas condiciones de luz que producen destellos), pero este fallo es menos pronunciado en este modelo que en los siguientes de la serie M hasta la Leica MP (2003, en la que Leica reemplazó su visor de plástico por un elemento de cristal cubierto que rectificaba los problemas de los destellos. Como la M4, el visor de la M5 presenta marcos de línea brillante para objetivos de 35 mm, 50 mm, 90 mm, y 135 mm. Los marcos de 35 mm y 135 mm aparecen juntos como un par. Singularmente, su visor muestra tanto el área de medición como la velocidad de obtur . Los framelines de la Leica M4-P pueden ser instalados opcionalmente.

### Fotómetro
El fotómetro utiliza una célula CdS circular de 8.5 mm de diámetro (cobertura con un objetivo de 50 mm = 21°), y cuenta con  una sensibilidad de -0 (algunos estimaciones aseguran que es de -1) - 20 Ev a 100 ASA (0.3-0.4 asb en f/1.4 a 200 000 asb; 0,06 a 32.000 cd/m2). La información del fotómetro se muestra usando un sistema de aguja doble en el fondo del visor.  Una ventana adicional en la parte superior del visor ilumina la barra de lectura. El fotómetro de la M5 puede ponerse desde el ISO 6/9° al ISO 3200/36°. El picaporte de la velocidad del ASA/DIN de la película está diseñado para prevenir cambios inadvertidos. El circuito del fotómetro se acciona a través de la cámara, y se apaga cuando el obturador se libera. El fotómetro de la M5 requiere la célula de óxido de mercurio PX625 1.35 V, que estuvo prohibida por contener mercurio. La M5 sigue funcionando con numerosas alternativas como la célula WeincellTM MRB625. El compartimento de la batería está localizado entre el asa de la correa. Se puede acceder a ella usando una ranura con forma de moneda, superior en el diseño de la tapa de bayoneta de la M6.

### Dial del obturador

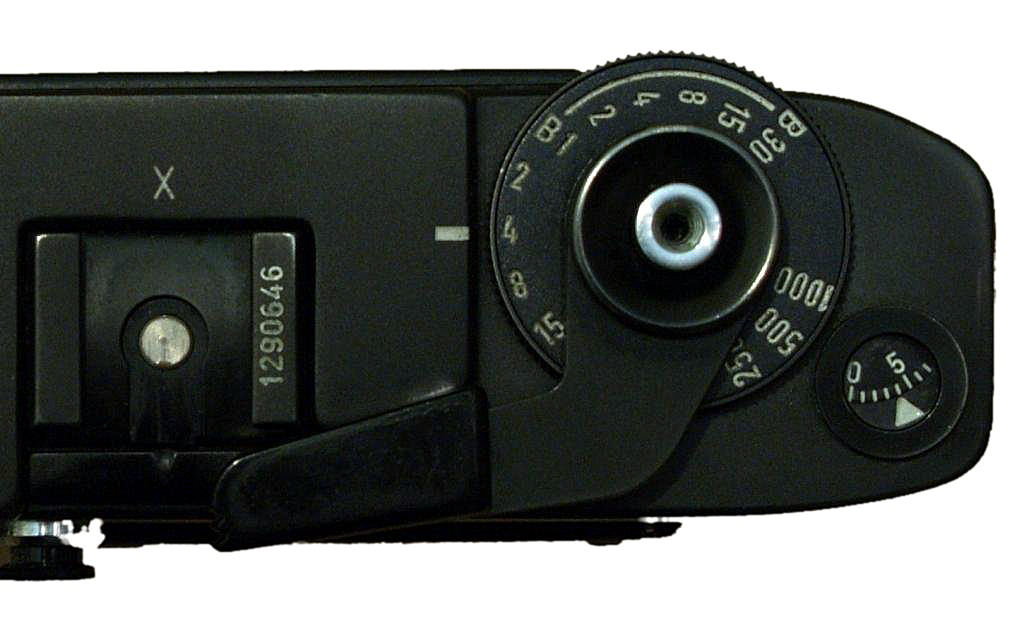
Detalle del dial del obturador

La M5 tiene el dial más largo de la serie M. Es coaxial con el botón del obturador y sobresale de la parte superior, haciéndolo más cómodo y rápido para manipular, ajustable sin quitar la vista de la cámara. Esta característica ergonómica es a menudo citada como una de las ventajas más paradigmáticas de la M5, y una variante no coaxial fue introducida más tarde en la M6 TTL (1998). La M5 tiene la única dial que muestra todas las velocidades de obturación de la serie M, incluyendo. Muestra velocidades fiables intermedias  desde 1/1000 a 1/2 segundos. El dial de velocidad está grabado con "B" (Bulb) con velocidades de 1 a 30 segundos. Estos ajustes están acoplados con el medidor de luz, pero el tiempo de exposición tiene que ser implementado manualmente. El tiempo de exposición interna de la cámara se desconecta por debajo del ajuste de 1/2 segundos. El botón para liberar el obturador está hilado por un cable estándar. La M5 es capaz de hacer doble exposición.

### Correa vertical de carga

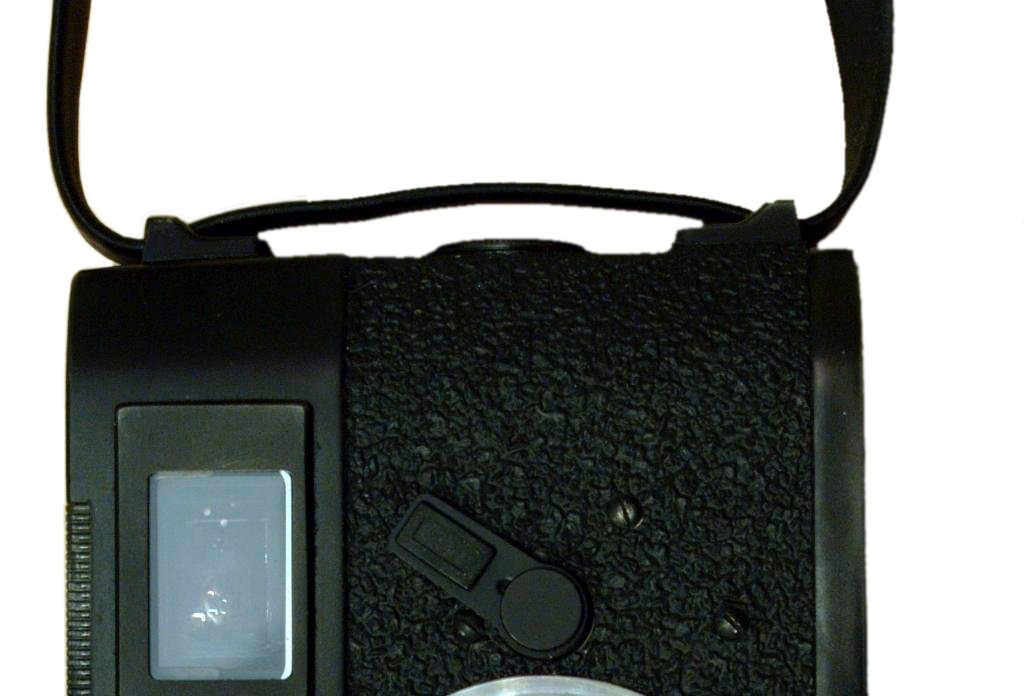
El cuelgue vertical de la Leica M5

Leica colocó originalmente la correa para cargar la cámara verticalmente. Esto fue contrario a la demanda de los usuarios de añadir un tercer agarre tercer (1973, con número de serie 1355001 para el modelo cromado y 1357001 para el negro cromado). La instalación del tercer agarre está disponible las primeras cámaras. Como señalan algunos usuarios, la posición vertical de la cámara es efectiva cuando la correa se coloca a través del pecho, permitiendo acercar la cámara a los ojos de manera rápida mientras se mantiene parcialmente oculta o bajo el brazo. Esto requiere el uso del propietario de la correa de hombro. 

### Edición especial 50 aniversario
En 1975 una edición especial por el 50 aniversario de la cámara de 1750 unidades salió al mercado.

## Recepción
Las ventas de la Leica M5 fueron muy decepcionantes, y la producción se paró en 1975 después de que 33,900 unidades. El cuerpo de la M5 hoy en día está valorado alrededor de 4200 USD.
- Las ventas de las cámaras Rangefinder estaban seriamente socavadas seriamente por el predominio de la producido en masa de SLRs, principalmente de Japón. Además, Leica continuó vendiendo de forma no oficial la M4, y al Leica CL estaba plenamente representada en el mercado en 1973.
- Se atribuyen a las malas ventas el aumento de las medidas y el peso, la distinción con el diseño clásico de la serie M, la imposibilidad de sujetar un motor winder, así como la incompatibilidad con el uso de objetivos de gran angular.
- El aumento de las dimensiones del cuerpo también impidió el uso de muchos accesorios de la serie M, como agarres de mano externa, platos de liberación rápida para cabezas de trípode, o el transportador de objetivos de la Leica M.

Leica volvió al modelo M4 y sus iteraciones, hasta el lanzamiento de la Leica M6 que ofrecía las características de la M5, pero a través del uso de más circuitos electrónicos,  mientras conservaban el diseño clásico del modelo M. La M5 es ahora un modelo relativamente desconocido, y su precio en el mercado de segunda mano está a la par de la M6. La M5 fue descubierta por coleccionistas japoneses a finales de los 90 y su precio experimentó un considerable aumento en esa fecha.

## Cuestiones a saber
- Cualquier cámara con la precisión mecánica de las M5 necesidades el mantenimiento y calibración de expertos.
- Los números de serie por encima del 134xxxx son normalmente más fiable dado que problemas anteriores en la línea de producción fueron solventados para entonces.
- La célula CdS sólo funciona de forma precisa cuándo el cámara está sujeta horizontalmente; aunque la diferencia se considera intrascendente.
- El medidor generalmente ha demostrado tener hasta 1/2 variante de divergencia sobre el espectro de su especificación de actuación.[3]
- El brazo mecánico del fotómetro es retrae al hundir el botón del obturador. Por lo tanto, el fotómetro no podrá hacer una lectura útil si el botón del obturador está bajo algún tipo de presión.
- La fragilidad de la célula CdS afecta a muchas M5 existentes; están disponibles como una parte intercambiable.
- Las cámaras Leica de la serie M que han tenido poco uso corren el riesgo de que el resorte que asegura la montura del objetivo se debilite. Esto puede generar que el objetivo se suelte del cuerpo de la cámara mientras se está enfocando.
- La M5 está cubierta de vulcanita, que puede romperse con los años y es susceptible a pelarse y agrietarse. La cámara puede recubrirse con materiales similares como la Griptac.
- El aumento del visor de 0.72 conlleva que los framelines no puedan ser vistos en un objetivo de 35 mm por gente que lleva gafas.
- La tela del obturador es susceptible a agujerearse por el sol si el objetivo no está cubierto .
- La cámara debería ser guardada siempre sin inclinarse. La tensión de la tela horizontal del obturador podría averiarlo.